# Ontex (Savoie)
Ontex is een gemeente in het Franse departement Savoie (regio Auvergne-Rhône-Alpes) en telt 92 inwoners (2009). De plaats maakt deel uit van het arrondissement Chambéry.

## Geografie
De oppervlakte van Ontex bedraagt 4,5 km², de bevolkingsdichtheid is dus 20,4 inwoners per km².
De onderstaande kaart toont de ligging van Ontex (Savoie) met de belangrijkste infrastructuur en aangrenzende gemeenten.

## Demografie
Onderstaande figuur toont het verloop van het inwonertal (bron: INSEE-tellingen).